# Lista de episódios de $h*! My Dad Says
Título a ser usado para criar uma ligação interna é Lista de episódios de $h*! My Dad Says.
Esta é uma lista de episódios de $#*! My Dad Says, uma série de comédia, criado por David Cohan, Max Mutchnick, Justin Halpern, Patrick Schumacker, baseada na página do twitter Shit My Dad Says criada por Justin Halpern.

## Resumo da série
| Temporada | Temporada | Episódios | Início                 | Término                 | Exibição nos EUA |
| --------- | --------- | --------- | ---------------------- | ----------------------- | ---------------- |
|           | 01        | 18        | 23 de Setembro de 2010 | 17 de Fevereiro de 2011 | 2010 – 2011      |

## Temporadas

### 1ª Temporada: 2010 - 2011
| Nº | Título                          | Exibição original       |
| -- | ------------------------------- | ----------------------- |
| 01 | "Pilot"                         | 23 de Setembro de 2010  |
| 02 | "Wi-Fight"                      | 30 de Setembro de 2010  |
| 03 | "The Truth About Dads and Moms" | 7 de Outubro de 2010    |
| 04 | "Code Ed"                       | 14 de Outubro de 2010   |
| 05 | "Not Without My Jacket"         | 21 de Outubro de 2010   |
| 06 | "Easy, Writer"                  | 28 de Outubro de 2010   |
| 07 | "Dog Ed Pursuit"                | 4 de Novembro de 2010   |
| 08 | "The Manly Thing to Do"         | 11 de Novembro de 2010  |
| 09 | "Make a WISiH"                  | 18 de Novembro de 2010  |
| 10 | "You Can't Handle the Truce"    | 9 de Dezembro de 2010   |
| 11 | "Family Dinner for Schmucks"    | 16 de Dezembro de 2010  |
| 12 | "Goodson Goes Deep"             | 6 de Janeiro de 2011    |
| 13 | "The Better Father"             | 13 de Janeiro de 2011   |
| 14 | "Corn Star"                     | 20 de Janeiro de 2011   |
| 15 | "Ed Goes to Court"              | 27 de Janeiro de 2011   |
| 16 | "Well Suitored"                 | 3 de Fevereiro de 2011  |
| 17 | "Lock and Load"                 | 10 de Fevereiro de 2011 |
| 18 | "Who's Your Daddy?"             | 17 de Fevereiro de 2011 |